# Сунь Фо
Сунь Фо або Сунь Ке (спрощ.: 孫科; піньїнь: Sūn Kē; нар. 21 жовтня 1891 — пом. 13 липня 1973) — політик Республіки Китай, прем'єр-міністр країни в 1948—1949 роках.

## Життєпис
Був сином Сунь Ятсена. 1916 року здобув ступінь бакалавра в Берклі, 1917 — ступінь магістра в Колумбійському університеті.
Наприкінці 1948 року зайняв пост президента Виконавчого Юаня, який залишив уже в травні наступного року.
1949 року, наприкінці громадянської війни, виїхав до Гонконгу, 1951 року перебрався до Європи, а наступного року — до США. 1965 повернувся на державну службу до Республіки Китай.